# خوان فيلاسكو
خوان زامبوديو فيلاسكو (بالإسبانية: Juan Zambudio Velasco)‏ حارس مرمى إسباني سابق ، ولد عام 1921 في مدينة مورسيا الإسبانية وتوفي في العام 2004 في مدينة برشلونة لعب لعدد من الاندية الإسبانية ابرزها نادي برشلونة  إذ لعب للنادي الكاتلوني ولم يكن حينها قد تجاوز عمره 21 عام، كان ذلك في العام 1942 واستمر في النادي حتى العام 1956 ويعتبر فيلاسكو واحد من ابرز واعظم الحراس الذين تعاقبوا على حراسة مرمى نادي برشلونة.

## روابط خارجية
- خوان فيلاسكو على موقع عالم كرة القدم.نت (الإنجليزية)